# Mallard (locomotive)
Pour les articles homonymes, voir Mallard.
La No 4468 Mallard est une locomotive à vapeur de la classe A4, de type Pacific 4-6-2, construite en 1937 par la compagnie ferroviaire britannique London and North Eastern Railway (LNER) dans ses ateliers de Doncaster (Angleterre). 
Elle détient le record mondial de vitesse d'une locomotive à vapeur, atteint le 3 juillet 1938.

## La locomotive
Conçue comme locomotive pour trains express, elle a été dessinée par Sir Nigel Gresley, qui s'inspira des autorails Bugatti pour le profil avant et fit des études en soufflerie pour déterminer le meilleur carénage possible. Son échappement double est du type Kylchap et le sifflet placé en avant de la cheminée, place inhabituelle, est du type américain. Elle a été nommée, comme beaucoup des autres locomotives de sa classe, d'après un oiseau, dans ce cas le canard colvert (« mallard » en anglais).
En 1948, sous British Railways (BR), le numéro de la locomotive a changé à No 60022.
En 1963, après avoir parcouru 2 294 943 km en 25 ans de service, elle est radiée des inventaires, et son numéro originel est réadapté. Restaurée pour son 50e anniversaire en 1988 dans sa livrée d'avant la Seconde Guerre mondiale, elle est à nouveau hors service depuis 2003, faute d'un certificat technique pour la chaudière.
Actuellement la Mallard fait partie de la collection nationale au National Railway Museum à York. Des plaques sur les carénages de la chaudière rappellent son record.
La longueur de la Mallard est de 21,34 m et elle pèse 169,7 tonnes tender compris en ordre de marche. L'effort au crochet est de 16 tonnes environ.

## Le record

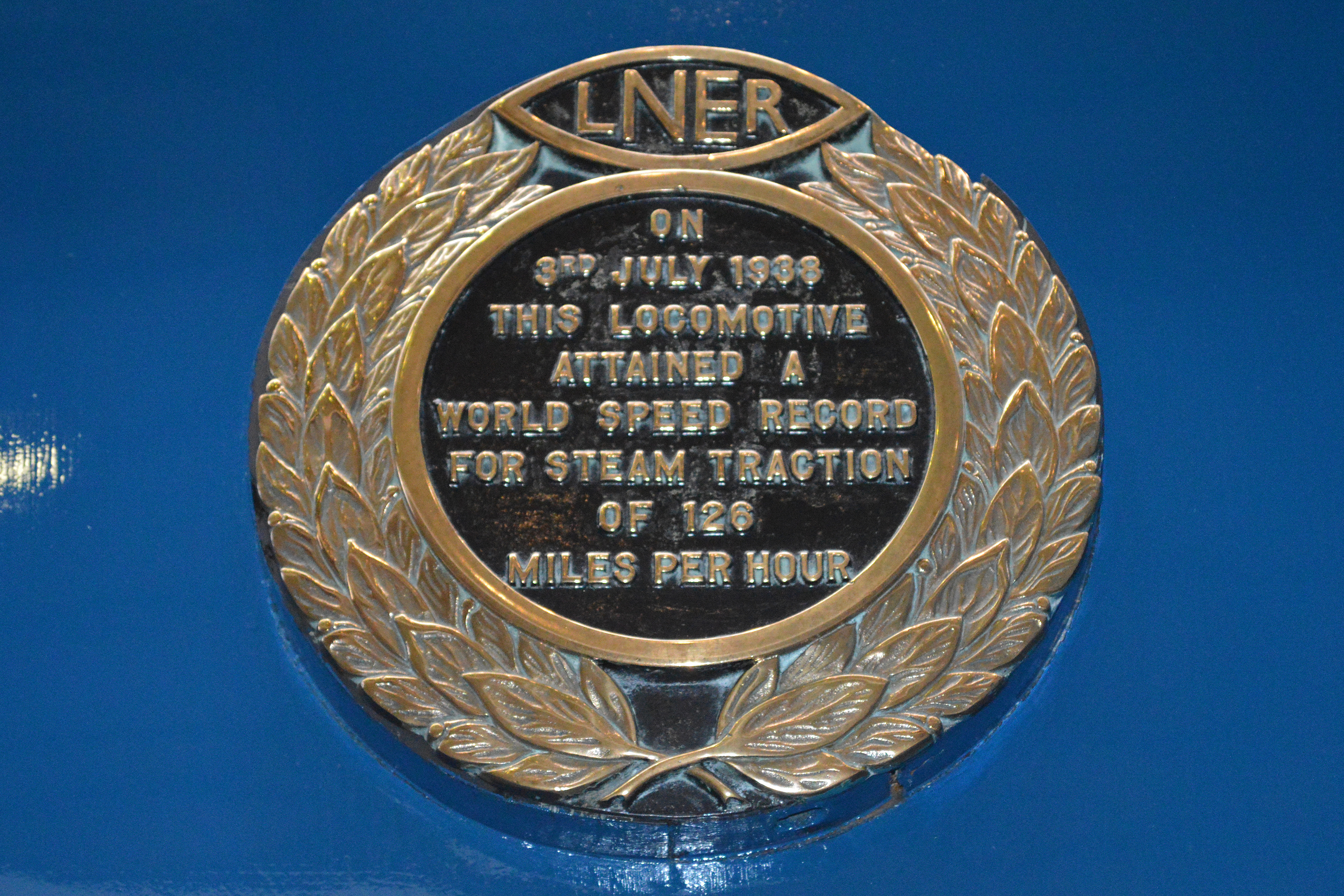
Plaque commémorant le record sur le carénage de la chaudière.

La Mallard détient le record mondial de vitesse pour une locomotive à vapeur, grâce à une pointe de 126 mph (environ 203 km/h).
Cette vitesse fut atteinte le 3 juillet 1938 sur la East Coast Main Line entre Little Bytham et Essendine avec le mécanicien Joe Duddington, le chauffeur Tommy Bray et l'inspecteur Sid Jenkins. L'endroit du record, en pente descendante de 5 ‰, est Stoke Bank, non loin de Peterborough. La rame d'essais comprenait six voitures et une voiture dynamométrique, et totalisait 244 tonnes. 
Elle a battu l'ancien record détenu par l'Allemagne depuis 1936 et qui était de 124,5 mph (environ 200,5 km/h).

## Hommages

### Philatélie
La poste française a émis un timbre intitulé « Mallard » issu du bloc feuillet Les légendes du rail sorti en 2001, d'une valeur faciale de 1,50 F (0,23 €), no YT 3411.

### Musique
Une représentation de la Mallard à pleine vitesse figure sur la couverture de l'album Modern Life Is Rubbish, publié en 1993 par le groupe rock anglais Blur.

### Vidéo
Mallard est le nom du Roi Démon du jeu vidéo The Legend of Zelda: Spirit Tracks (2009).

### Astéroïde
L'astéroïde (6236) Mallard est nommé en son honneur.